# Alexander Porter
Alexander Porter (Adelaide, 13 de maio de 1996) é um desportista australiano que compete no ciclismo nas modalidades de pista, especialista na prova de perseguição por equipas, e rota.
Ganhou três medalhas de ouro no Campeonato Mundial de Ciclismo em Pista entre os anos 2016 e 2019.

## Medalheiro internacional
| Campeonato Mundial | Campeonato Mundial     | Campeonato Mundial | Campeonato Mundial      |
| Ano                | Lugar                  | Medalha            | Competição              |
| ------------------ | ---------------------- | ------------------ | ----------------------- |
| 2016               | Londres ( Reino Unido) | Medalha de ouro    | Perseguição por equipas |
| 2017               | Hong Kong ( China)     | Medalha de ouro    | Perseguição por equipas |
| 2019               | Pruszków ( Polónia)    | Medalha de ouro    | Perseguição por equipas |

1. ↑  Competiu na rodada de classificação.